# Р-10
Р-10 (ХАИ-5) «разведчик десятый» — советский многоцелевой одномоторный самолёт-разведчик, лёгкий бомбардировщик и штурмовик, созданный в Харьковском авиационном институте под руководством И. Г. Немана в 1936 году. После ареста Немана в 1938 году доводкой машины занимался А. А. Дубровин. С 1936 по 1940 годы в большой серии выпущено 493 машины. Производился в Харькове и в Саратове (с 1937 года), где для его серийного выпуска был задействован завод сельскохозяйственного машиностроения «Саркомбайн», ставший с этого времени авиазаводом.
Принимал участие во всех вооружённых операциях РККА конца 1930-х и начала 1940-х годов начиная с Халхин-Гола летом 1939 года. В 1940 году в производстве его сменил ближний бомбардировщик Су-2 ОКБ Павла Сухого.
До 60 единиц Р-10 было передано в Аэрофлот, где они эксплуатировалось под маркой «пассажирский самолет пятый» ПС-5. Принимал участие в Великой Отечественной войне до 1944 года (со второй половины — в большей степени как учебный).

## История разработки
Разработка ХАИ-5 была начата в январе 1934 года. Конструкторское бюро уже имело в активе создание первого в СССР пассажирского самолёта с убираемым шасси — ХАИ-1.
Техническое задание, выданное НИИ ВВС, предусматривало разработку самолёта под двигатель М-22 мощностью 480 л. с. с возможностью дальнейшей замены на импортный Wright Cyclone SGR-1820 F3 мощностью 712 л. с. С мотором М-22 нужно было достичь максимальной скорости 320—340 км/ч и иметь потолок в 7800 м. Вооружённый двумя пулемётными установками, самолёт должен был нести бомбовую нагрузку от 200 до 500 кг при дальности полёта в 800—1200 км.
4 марта 1936 года И. Г. Неман получил срочное задание заместителя начальника ГУАП А. Н. Туполева доработать проект самолёта ХАИ-5 под двигатель М-25 (лицензионная версия двигателя Wright Cyclone SGR-1820, освоенная советской промышленностью).
Первые рулёжки и подлёты на опытном самолёте были начаты в июне 1936 года, в конце июня летчик-испытатель Б. Н. Кудрин поднял машину в воздух.
Машина была «сырая», и в процессе испытаний продолжались доделки и доработки. Вскоре ХАИ-5 перегнали в Москву на Щёлковский аэродром НИИ ВВС, где с 29 августа по 24 октября 1936 года состоялись его государственные испытания.
При взлётном весе 2515 кг самолёт, оснащённый «оригинальной версией» М-25 американской сборки и винтом фиксированного шага, развивал скорость 388 км/ч на высоте 2500 метров и достигал расчётной максимальной дальности в 1450 км.
В заключении, подписанном начальником ВВС РККА Я. И. Алкснисом 2 ноября 1936 года говорилось: «ввиду явного преимущества самолёта ХАИ-5, в сравнении с находящимися на вооружении ВВС РККА разведчиками, войти в ходатайство перед НКОП о внедрении его в серийное производство… под обозначением Р-10».
По требованию военных был добавлен ещё один скорострельный авиапулемёт ШКАС и внесены изменения в состав специального оборудования.
Ещё до этого 1 ГУ НКОП 23 сентября 1936 года дало распоряжение о запуске самолёта  в производство  на Харьковском заводе № 135  с учётом устранения выявленных дефектов трёх головных самолётов Р-10 и десяти машин первой опытной серии. Срок выхода на аэродром головных машин, предназначенных для проведения войсковых испытаний, наметили на март — апрель 1937 года.
В процессе производства проводились доработки и устранения выявленных дефектов и недостатков. Первый из головных самолётов удалось выкатить из сборочного цеха к 1 мая 1937 года.

## Опытная эксплуатация
В сентябре 1937 года три головных Р-10 с двигателями М-25А, снабжёнными винтами фиксированного шага АВ-1, передали на войсковые испытания в 20-ю отдельную разведывательную авиаэскадрилью 43-й авиационной бригады Харьковского военного округа.
Военные лётчики отметили, что самолёт Р-10 обладал высокой скоростью, простотой в управлении, устойчивостью в полёте. Машина отличалась маневренностью и охотно выполняла все фигуры высшего пилотажа. Среди недостатков отмечалось, что двигатель М-25 в жаркое время суток сильно перегревался, что заставляло летать на самолёте рано утром или вечером. В процессе опытной эксплуатации было выявлено свыше 100 различных производственных дефектов. По требованию ВВС начиная с самолётов опытной серии в фюзеляже за сиденьем лётчика дополнительно устанавливался заголовный бензобак ёмкостью 164 л. В последующих серийных машинах Р-10 устанавливались элероны и рули с каркасом из дюралевых труб, обшитых тканью. Затем применили двухлопастный металлический винт изменяемого в полёте шага ВИШ-6, хвостовое оперение — из дюралевых труб (вместо цельнодеревянного), сварные топливные баки заменили на клёпаные, устанавливался новый выхлопной коллектор.
24 декабря 1937 года во время одного из заводских сдаточных полётов произошла катастрофа. Погибли летчик-испытатель капитан И. П. Бурылин и начальник заводской летно-испытательной станции. Итогом «расследования» стал арест в апреле 1938 года ряда инженеров конструкторского бюро со стандартным для того времени обвинением во вредительстве.
11 декабря 1938 года арестовали и главного конструктора И. Г. Немана, который получил пятнадцать лет лагерей «за организацию вредительства на заводе и как агент зарубежной разведки». Но поскольку это был уже не 1937 год, то вместо лагерей он попал в ОКБ-29 НКВД СССР, и 19 июля 1941 года был освобождён со снятием всех судимостей.
В конце апреля 1939 года все конструкторские работы по Р-10 свернули, а на авиазаводе № 135 начали производить ближний бомбардировщик ББ-1 (Су-2) ОКБ П.О. Сухого.

## Серийное производство
Параллельно с развёртыванием производства на харьковском авиазаводе № 135 23 июля 1937 вышло постановление правительства о развёртывании серийного производства Р-10 на заводе сельскохозяйственного машиностроения «Саркомбайн» в городе Саратов. При принятии этого решения руководствовались в том числе и тем, что машина имела цельнодеревянную конструкцию.
В 1937 году завод № 135 построил 26 Р-10 с двигателями М-25А и турелью МВ-2.
При испытаниях первых серийных машин в сравнении с опытным выяснилось, что изменения на первых сериях самолёта привели к увеличению его полётного веса на 163,5 кг. Ухудшились лётно-технические характеристики, максимальная скорость самолёта уменьшилась до 360 км/ч на высоте 2900 м. Так же был выявлен ряд дефектов: опасных для полётов — 8, снижающих безопасность самолёта — 6, затрудняющих эксплуатацию — 84. В итоге, в августе 1938 года приёмку машин Р-10 военные приостановили до устранения обнаруженных недостатков.
В связи с остановкой военной приёмки за 1938 год собрали только 100 самолётов. Работа по устранению дефектов закончилась в апреле 1939-го, после чего производство возобновили. В серии были введена бронеспинка летчика и протектированные баки. Пошедший в 1939 году в серию Р-10 с двигателем М-25В имел скорость у земли 342 км/ч, а на высоте 5000 м — 379 км/ч.
Самолёт Р-10 М-25В строился на заводе № 135 до конца сентября 1939 года. Всего было сделано 230 самолётов. Из них в ВВС передали 205 самолётов, а в авиацию ВМФ — 21.
На заводе в Саратове первые 10 машин собрали из харьковских комплектов в начале 1938 года.
До прекращения производства самолётов этого типа в начале 1940 года завод выпустил 135 серийных машин. Всего авиазаводы Харькова и Саратова сдали 493 Р-10 с двигателями М-25А и М-25В.
| Производитель   | 1937 | 1938 | 1939 | 1940 | Всего |
| --------------- | ---- | ---- | ---- | ---- | ----- |
| № 135 (Харьков) | 26   | 100  | 229  |      | 355   |
| № 292 (Саратов) |      | 15   | 102  | 18   | 135   |
| Всего           | 26   | 115  | 331  | 18   | 490   |

## Модификации
- ХАИ-52 (ХАИ-51) — ХАИ-5, доработанный под двигатель М-62 в 800 л. с., потом — под М-63 в 900 л. с. (взлётные мощности — 830 л. с. и 930 л. с.). Имел более мощное вооружение: 7 пулемётов ШКАС (3500 патронов) и 400 кг бомб. Его конструктивная особенность — полки лонжеронов крыла были выполнены из дюралюминия с приклёпанной фанерной накладкой, к которой приклеивалась фанерная обшивка. Самолёт строился в 1939 году небольшой серией.

## В ВВС РККА
Первые самолёты поступили в 43-ю авиационную бригаду Харьковского военного округа. Первыми в конце 1937 года новые самолёты-разведчики освоили лётчики 20-й ОРАЭ. В 1938 году на Р-10 перевооружили ещё одну эскадрилью бригады — 24-ю ОРАЭ.
В апреле 1938 года 20-я ОРАЭ (18 машин) перелетела для участия в первомайском параде. Парад должен был открывать на Р-10 заместитель начальника ВВС РККА Я. В. Смушкевич. Но на одной из тренировок из-за технической неисправности его самолёт потерпел аварию (Смушкевич получил тяжёлые травмы), и участие Р-10 в параде было отменено.
Во время Хасанских боёв во 2-м штурмовом авиаполку имелось в наличии 18 Р-10, но сведений об их применении нет.
Во время боёв на Халхин-Голе летом 1939 года и в Советско-Финляндской войны 1939—1940 гг. части вооруженные Р-10 к боевым действиям не привлекалось...
В Польской кампании РККА применение Р-10 носило ограниченный характер — они осуществляли разведку и связь наземных войск. По итогам эксплуатации в 1938 и 1940 годах самолёты Р-10 были признаны технически не надёжными и устаревшими и стали в больших количествах передаваться в авиационные училища и лётные школы.
На 22 июня 1941 года в строевых авиационных частях, расположенных на территории приграничных и внутренних военных округов Европейской части СССР, имелось до 180 боеспособных самолётов Р-10, входивших в состав отдельных корпусных авиаэскадрилий войсковой авиации (ОКАЭ). Значительной число их погибло в первые дни войны. Переброшенные из внутренних округов части вооруженные Р-10 находились в войсках до 1943 года, в том числе в составе морской авиации. Особенно отличились экипажи 149-й ОРАЭ ВВС Северо-Кавказского фронта, и 73-го БАП ВВС КБФ. 

## В Гражданском воздушном флоте
В 1940 году до 60 единиц Р-10 было передано в Аэрофлот, где они эксплуатировались под наименованием ПС-5. Полётная масса — 2880 кг (без перегрузки) — была сохранена, в фюзеляже оборудованы три пассажирских места.

## Схема и конструкция самолёта
Двухместный свободнонесущий моноплан с убирающимися шасси. Конструкция — цельнодеревянная, как у ХАИ-1 . Фюзеляж — фанерный монокок, центроплан составляет с ним одно целое. Крыло — двухлонжеронное с фанерной обшивкой толщиной 2,0-1,5 мм. Такой же конструкции и оперение. Все поверхности оклеены полотном на аэролаке. Шасси — одностоечное, убираемое в центроплан в направлении оси самолёта, а хвостовое колесо — в фюзеляж.

## Вооружение
Два пулемёта ШКАС синхронных и один пулемёт ШКАС на турели МВ-3 (И. В. Веневидова и Г. М. Можаровского), бомб — до 300 кг (6 ФАБ-50) внутри фюзеляжа, 400 кг — в перегруз. Самолёты-разведчики оборудовались фотоаппаратурой.

## ЛТХ
Технические характеристики
- Экипаж: 2 чел.
- Длина: 9,40 м
- Размах крыла: 12,2 м
- Высота:
- Площадь крыла: 26,8 м²
- Масса пустого: 2135 кг
- Масса снаряжённого: 2875 кг
- Максимальная взлётная масса: 3200 кг
- Силовая установка: 1 × ПД М-25В
- Мощность двигателей: 1 × 730 л. с.

Лётные характеристики
- Максимальная скорость: 370 км/ч
- Практическая дальность: 1300 км
- Статический потолок: 7000 м

Вооружение
- Стрелково-пушечное: 2 х 7,62 мм ШКАС синхронные 1 х 7,62мм ШКАС на турели
- Точки подвески: 6
- Боевая нагрузка: 300 кг бомб (400 кг в перегруз)

|                                 |                           |                                                   |                             |                       |
|                                 | Ju 87A                    | Ju 87B                                            | PZL.43 Czajka               | Р-10                  |
|                                 |                           |                                                   |                             |                       |
| Производился                    | 1936-1938                 | 1938-1941                                         | 1937-1939                   | 1937-1940             |
| Класс                           | пикирующий бомбардировщик | пикирующий бомбардировщик                         | лёгкий бомбардировщик       | лёгкий бомбардировщик |
| Длина                           | 10,8 м                    | 11,1 м                                            | 9,95 м                      | 9,40 м                |
| Размах крыла                    | 13,8 м                    | 13,8 м                                            | 13,95 м                     | 12,2 м                |
| Высота                          | 3,9 м                     | 3,9 м                                             | 3,3 м                       | 3,80 м                |
| Площадь крыла                   | 31,90 м²                  | 31,90 м²                                          | 26,8 м²                     | 26,8 м²               |
| Вес пустого                     | 2273 кг                   | 2760 кг                                           | 2200 кг                     | 2135 кг               |
| Максимальный вес                | 3324 кг                   | 4400 кг                                           | 3525 кг                     | 3200 кг               |
|                                 |                           |                                                   |                             |                       |
| Двигатель                       | Junkers Jumo 210D         | Junkers Jumo 211А1                                | Gnôme-Rhône 14NO1           | М-25В                 |
| Максимальная мощность           | 720 л. с.                 | 1000 л. с.                                        | 970 л. с.                   | 730 л. с.             |
| Максимальная мощность           | 530 кВт                   | 736 кВт                                           | 723 кВт                     | 540 кВт               |
| Максимальная скорость           | 310 км/ч                  | 383 км/ч                                          | 365 км/ч                    | 370 км/ч              |
| Максимально допустимая скорость | 550 км/ч                  | 600 км/ч                                          |                             |                       |
| Дальность                       | 800 км                    | 600 км                                            | 1400 км                     | 1300 км               |
|                                 |                           |                                                   |                             |                       |
| Потолок                         | 9430 м                    | 8000 м                                            | 8500 м                      | 7000 м                |
| Скороподъёмность                |                           | 3000 м за 8,8 мин.                                | 4000 м за 12 мин            | 3000 м за 8 мин       |
| Курсовое вооружение             | 1×7.92 мм MG 17           | 2×7.92 мм MG 17                                   | 2×7,7 мм пулемёта KM Wz 36  | 2 х 7,62 мм ШКАС      |
| Оборонительное вооружение       | 1×7.92 мм MG 15           | 1×7.92 мм MG 15                                   | 2×7,7 мм пулемёта Vickers F | 1 х 7,62мм ШКАС       |
| Максимальная бомбовая нагрузка  | 500 кг                    | 700 кг                                            | 700 кг                      | 400 кг                |
| Стандартная бомбовая нагрузка   | 1×250 кг (под фюзеляж)    | 1×250/500 кг (под фюзеляж) + 4×50 кг (под крылом) | 6×100 кг                    | 6×50 кг               |